# Well Hill
Well Hill är en ort i grevskapet Kent i sydöstra England. Orten ligger i distriktet Sevenoaks och civil parishen Shoreham, cirka 4 kilometer sydost om Orpington och cirka 9,5 kilometer nordväst om Sevenoaks. Tätorten (built-up area) hade 284 invånare vid folkräkningen år 2021.